# Estação Bobigny - Pantin - Raymond Queneau
Bobigny - Pantin - Raymond Queneau é uma estação da linha 5 do Metrô de Paris, localizada na fronteira das comunas de Pantin e Bobigny, no bairro do Petit-Pantin.

## Localização
A estação está situada entre o Canal de l'Ourcq e a antiga estrada nacional 3 que faz fronteira com os municípios de Pantin e Romainville. Apesar do nome, a estação atende principalmente Pantin (quartier du Petit-Pantin) e Romainville (quartier des Bas-Pays). Quanto a Bobigny, esta estação serve apenas uma fina franja industrial. Ao norte do canal se situam as ferrovias da Gare de l'Est, incluindo, entre outros, o centro de Technicentre Est Européen. As instalações ferroviárias e o curso de água impedem qualquer conexão direta com o restante de Bobigny, cujo território comunal fica na quase totalidade do outro lado do canal; pode ser atravessada pela Pont de la Folie, distante a um pouco mais de um quilômetro a leste da estação.

## História
A estação foi aberta em 1985.
Ele deve parte de seu título à vizinha Raymond-Queneau, cujo nome é uma homenagem ao escritor francês Raymond Queneau (1903-1976), um dos autores que tornou célebre a RATP, com Zazie dans le métro e Exercices de style, parte da intriga que ocorre em um ônibus parisiense.
Em 2011, 2 251 347 passageiros entraram nesta estação. Ela viu entrar 2 371 008 passageiros em 2013, o que a coloca na 227ª posição das estações de metrô por sua frequência em 302.

## Serviços aos passageiros

### Plataforma
Ela possui uma única plataforma central servida por escadas que levam a um mezanino, além de uma escada de emergência no final da plataforma.

### Intermodalidade
A estação é servida pelas linhas 145, 147, 318 e 330 da rede de ônibus RATP e, à noite, pela linha N45.

## Projeto
Em 2022, será atendido pela linha 3 do T Zen.

## Pontos turísticos
- Est Ensemble
- Canal de l'Ourcq
- Technicentre Est Européen

## Galeria de Fotografias

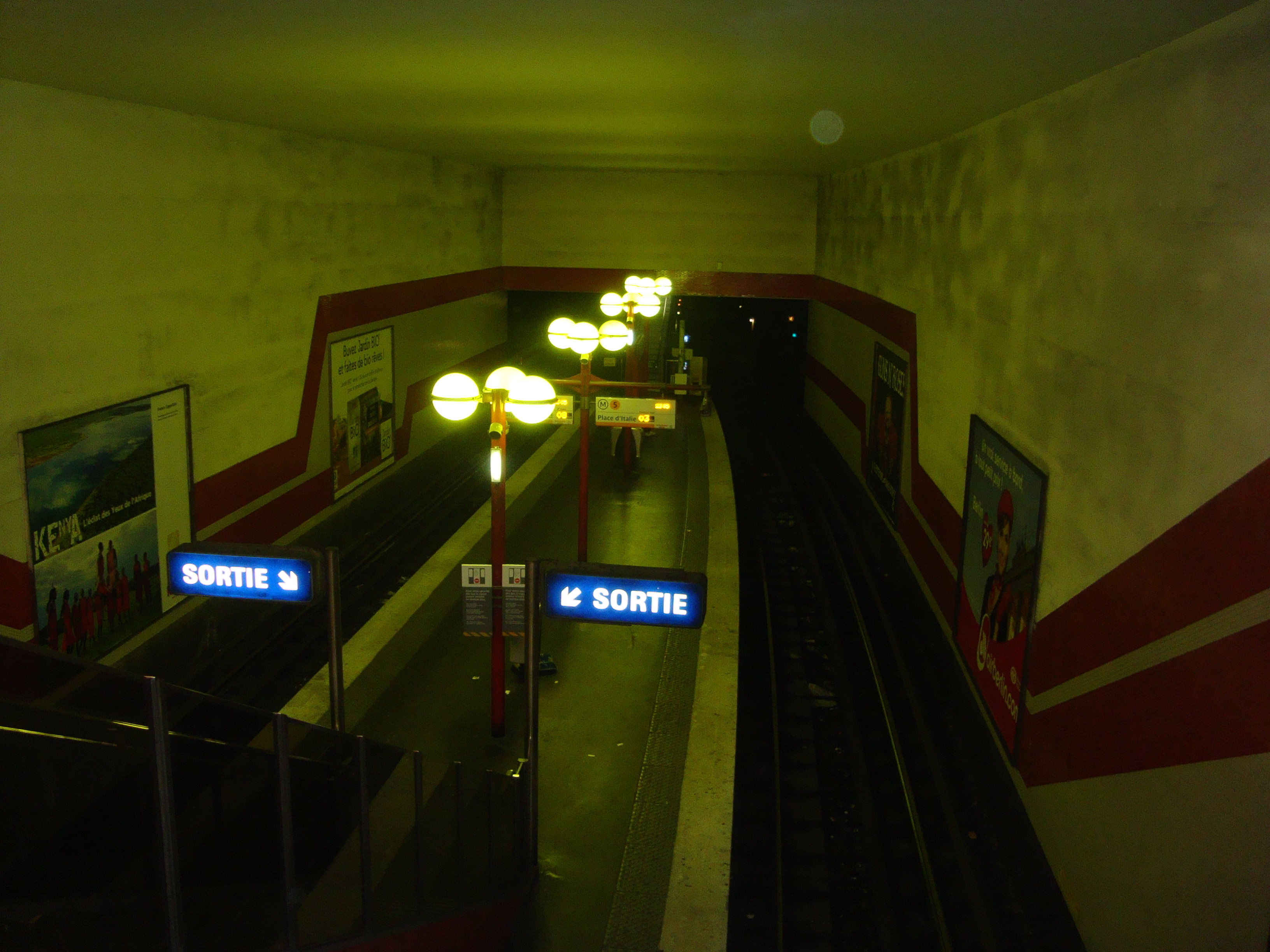
Vista das plataformas do mezanino.
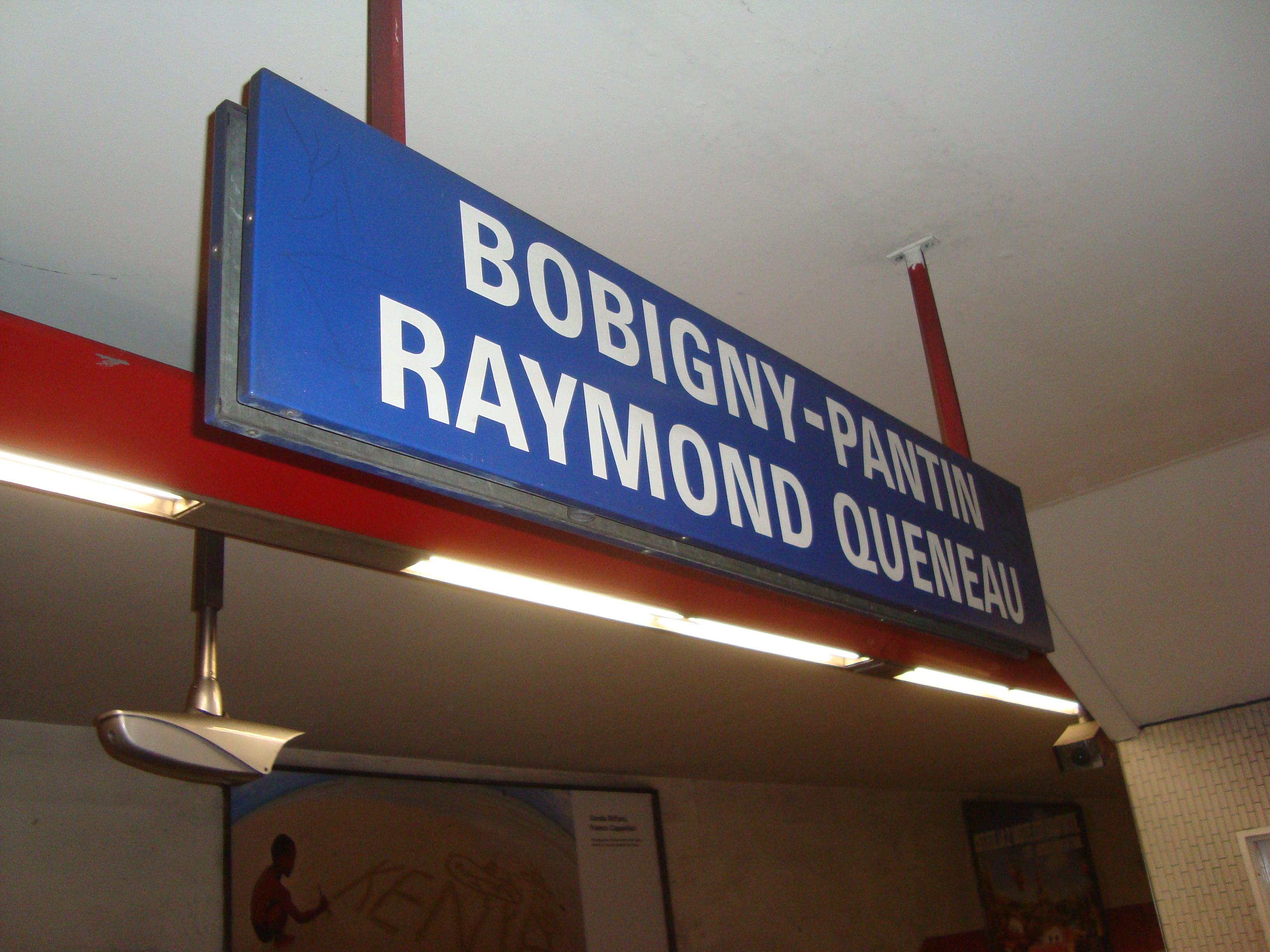
Detalhe do painel da estação.